# Luis Lasso de la Vega
Luis Lasso de la Vega (ou Luis Laso de la Vega) est un avocat et prêtre mexicain du XVIIe siècle. Il est principalement connu comme l'auteur du Huei tlamahuiçoltica (« Le grand événement »), ouvrage publié en 1649 et écrit en langue nahuatl, contenant le récit des apparitions de la Vierge Marie à Juan Diego Cuauhtlatoatzin en 1531, sur la colline de Tepeyac (Mexico).

## Biographie
On sait peu de choses de la vie de Luis Lasso de la Vega.
Prêtre franciscain, il est un  criollo, une personne née au Mexique dont tous les ancêtres (ou presque) sont espagnols. Les historiens ont recueilli dans des registres religieux et universitaires des informations selon lesquelles il aurait obtenu un baccalauréat à l'Université du Mexique et s'était inscrit à un cours de droit canonique à l'Université de Mexico en 1623.
Il avait le titre de Licenciado (littéralement « Licencié »), désignant généralement une personne autorisée à pratiquer le droit laïque ou le droit canonique.
Il fut nommé vicaire et aumônier de la chapelle Notre-Dame de Guadalupe sur la colline de Tepeyac (près de Mexico) en 1647. Il y reconstruisit la première chapelle, qui renfermait une source d'eau douce. En tant que bon nahuatlato (c'est-à-dire qu'il savait parler le nahuatl et servait d'interprète) il avait parmi ses tâches pastorales celui de prêcher en nahuatl.
Il fut nommé membre du chapitre de la cathédrale en 1657.

## Publications

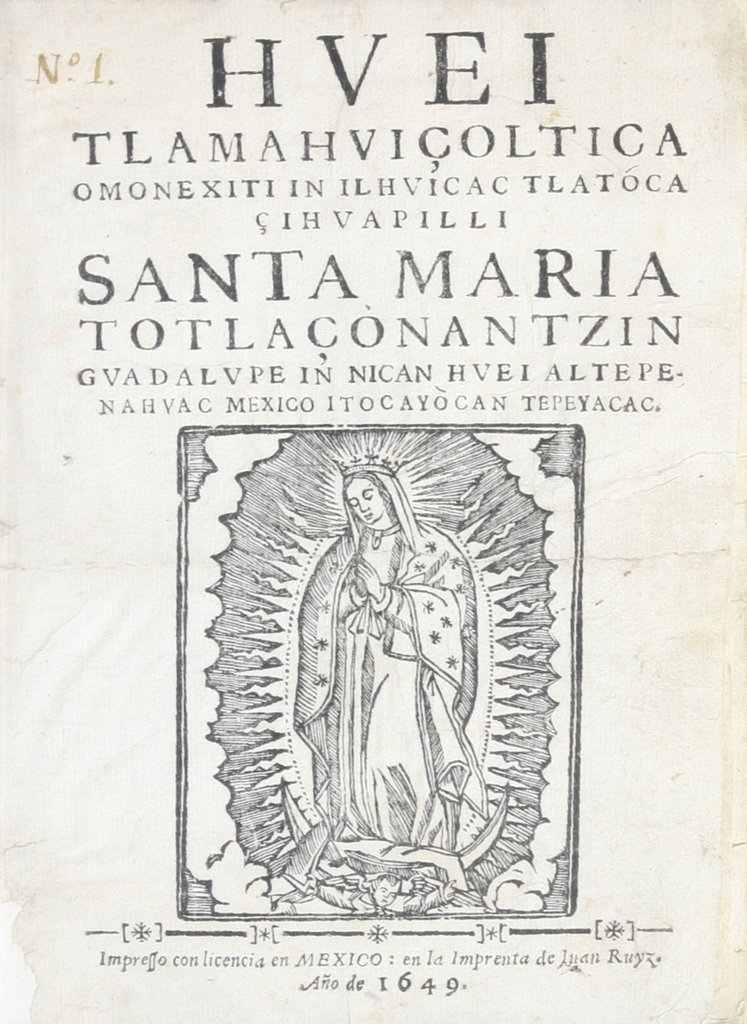
Première page du Huei tlamahuiçoltica, publié en 1649.

En 1649 il publie (en nahualt) le Huei tlamahuiçoltica qui relate les apparitions de la Vierge Marie avant Juan Diego Cuauhtlatoatzin en 1531, à Mexico sur la colline de Tepeyac. Cet ouvrage contient également un récit de miracles qui se seraient produits en lien avec la dévotion à la Vierge de Guadalupe, et reconnus comme authentiques par l’Église locale. L'ouvrage publié contient également une prière de dévotion à la Vierge de Guadalupe.
En plus de cette publication, Lasso de la Vega a également écrit une critique élogieuse de l'ouvrage de Miguel Sánchez (en) : Imagen de la Virgen María, Madre de Dios de Guadalupe (« Image de la Vierge Marie, Mère de Dieu de la Guadalupe »), qui est le premier récit publié de l'apparition sur la colline de Tepeyac. Cet ouvrage est publié en espagnol en 1648 (soit un an avant sa propre publication en nahualt). Lasso a écrit à propos de Sánchez : « Tous mes prédécesseurs et moi avons été comme un Adam endormi, possédant cette seconde Ève dans le paradis de leur Guadalupe mexicain ». Certains auteurs[réf. nécessaire] ont cité ce passage comme l'admission par Lasso de la Vega de sa dette envers Sánchez pour lui avoir fourni un texte sur lequel baser sa propre version du récit des apparitions.